# Ermita de la Virgen de Sieteiglesias

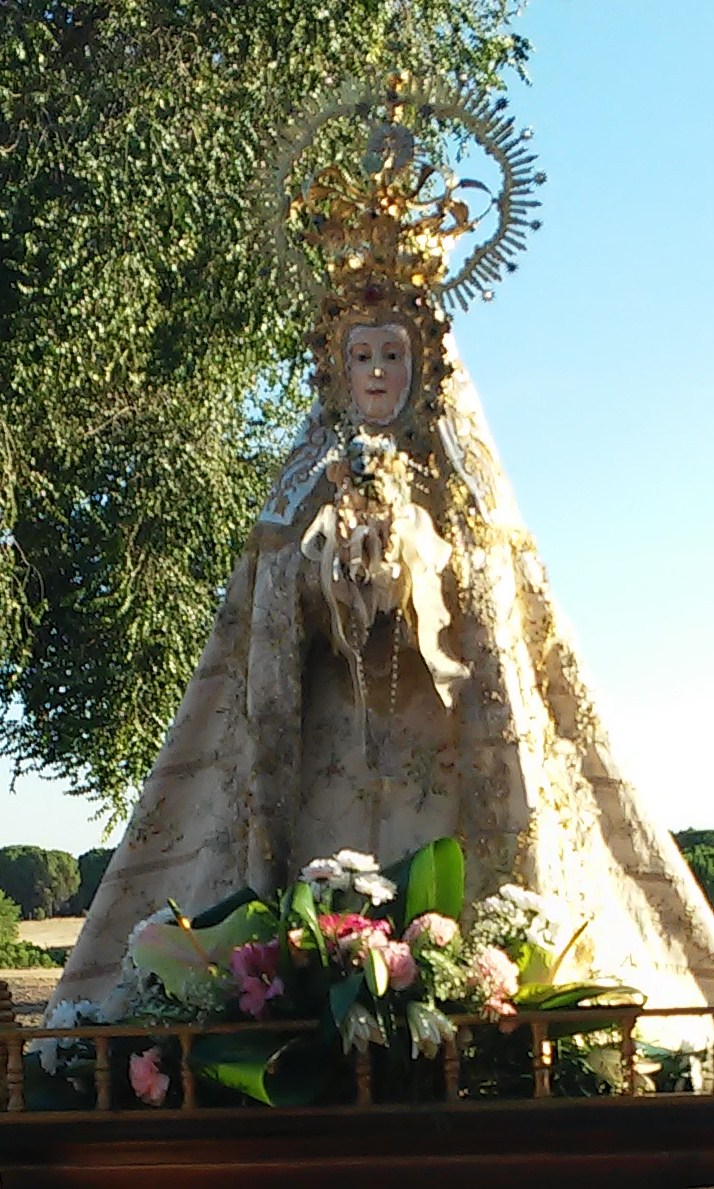
Virgen de Sieteiglesias

La ermita de la Virgen de Sieteiglesias es una ermita católica de la localidad española de Matapozuelos, perteneciente a la provincia de Valladolid, dentro de la comunidad autónoma de Castilla y León. Está situada a 5 km del municipio, entre los ríos Adaja y Eresma, casi en el punto de unión de ambos ríos y sobre los terrenos que en un pasado fueron un poblado de los vacceos y posteriormente romano.
Debe su nombre a Santo Toribio de Liébana (siglo IV) que fundó esta ermita junto con seis monjes. Cada monje o eremita vivía en una casa o cueva, que contaba con una celda, cuarto de trabajo y una pequeña capilla. Todas las capillas estaban bajo la advocación de María. 
La primitiva ermita data del siglo XIII y la llamaron ermita de la Virgen de Sieteiglesias en recuerdo de los siete monjes que allí vivieron. Posteriormente ha sido arreglada y modificada en muchas ocasiones. Actualmente la ermita es de ladrillo, de planta rectangular, consta de tres naves entre columnas de hierro, techos planos y los pies de ésta se sitúa el coro alto. Adosada a la ermita está la casa del ermitaño (en la actualidad deshabitada), constaba de una cocina y dos habitaciones pequeñas y unas escaleras que comunican con el piso de arriba donde hay otra habitación con un balcón.
La ermita cuenta con las siguientes obras y esculturas:
- Lado del Evangelio: se encuentra la escultura de San Antonio del siglo XVIII.
- Presbiterio: se encuentra Nuestra Señora de Sieteiglesias restaurada en el siglo XVIII.
- Lado de la Epístola: escultura de Santa Águeda del siglo XVIII.
- Sacristía: la pintura de San Vicente Ferrer, neoclásica de la segunda mitad del siglo XVIII.

## Tradición
La fiesta de la Virgen de Sieteiglesias se celebra el lunes de Pascua y el 8 de septiembre, se tiene por costumbre hacer una procesión por un camino colindante a la ermita en la cual a la ida se va rezando el rosario y los quintos recogen los pañuelos a las mozas del pueblo haciendo una cadena con ellos, y a la venida se alegra el paso de la Virgen a su Ermita con jotas castellanas al son del tambor y las dulzainas.

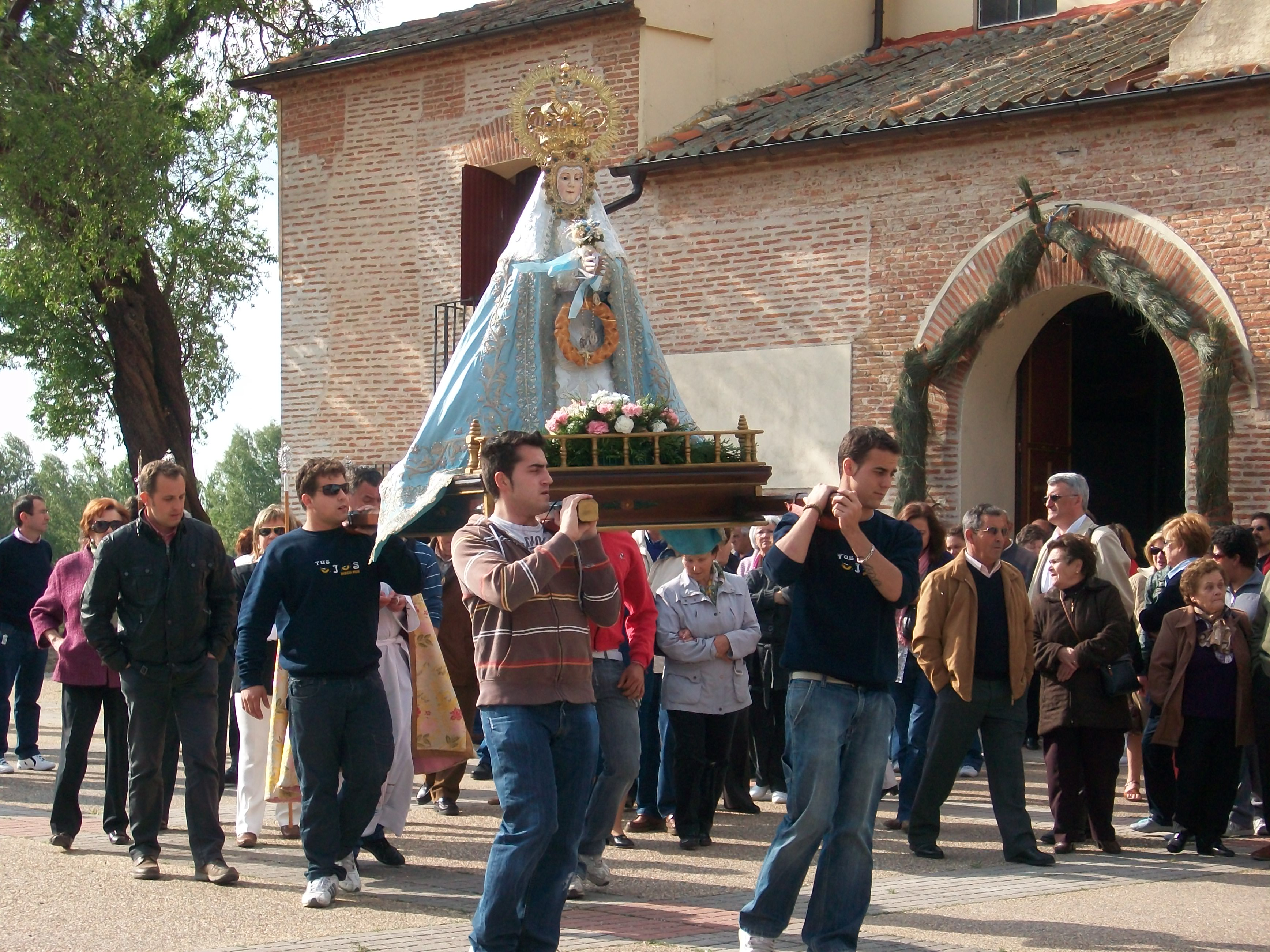
Procesión de la Virgen de Sieteiglesias.

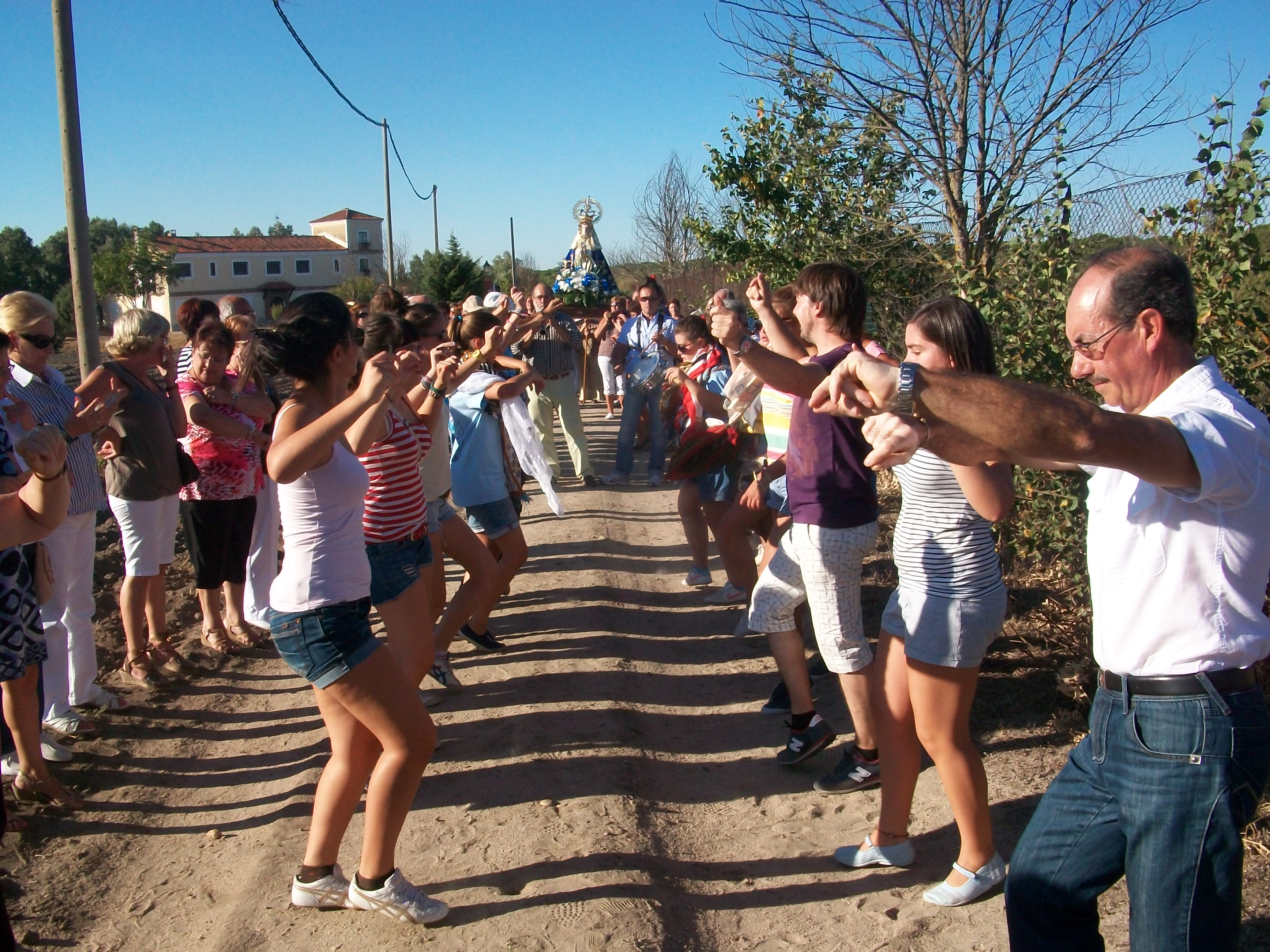
Gentes de Matapozuelos bailando jotas castellanas.

A la entrada de la Virgen en la ermita, los quintos realizan una torre (se suben unos a los hombros de otros) y echan a la corona de la Virgen los pañuelos que anteriormente cogieron. Una vez cantada la salve a la Virgen, los quintos devuelven los pañuelos a las mozas lanzándolos desde el balcón de la casa del ermitaño. 

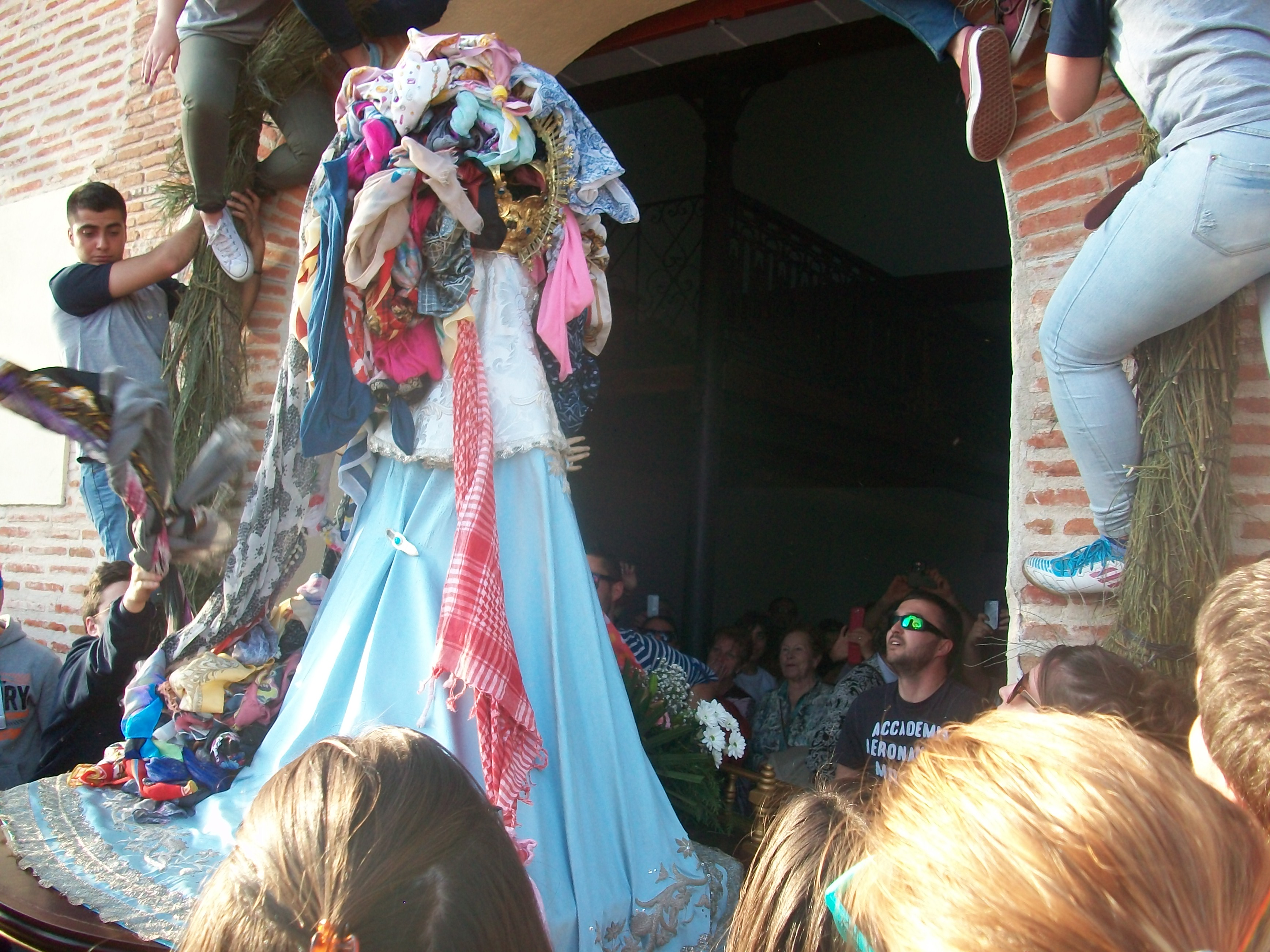
Los quintos ponen en la corona de la Virgen los pañuelos

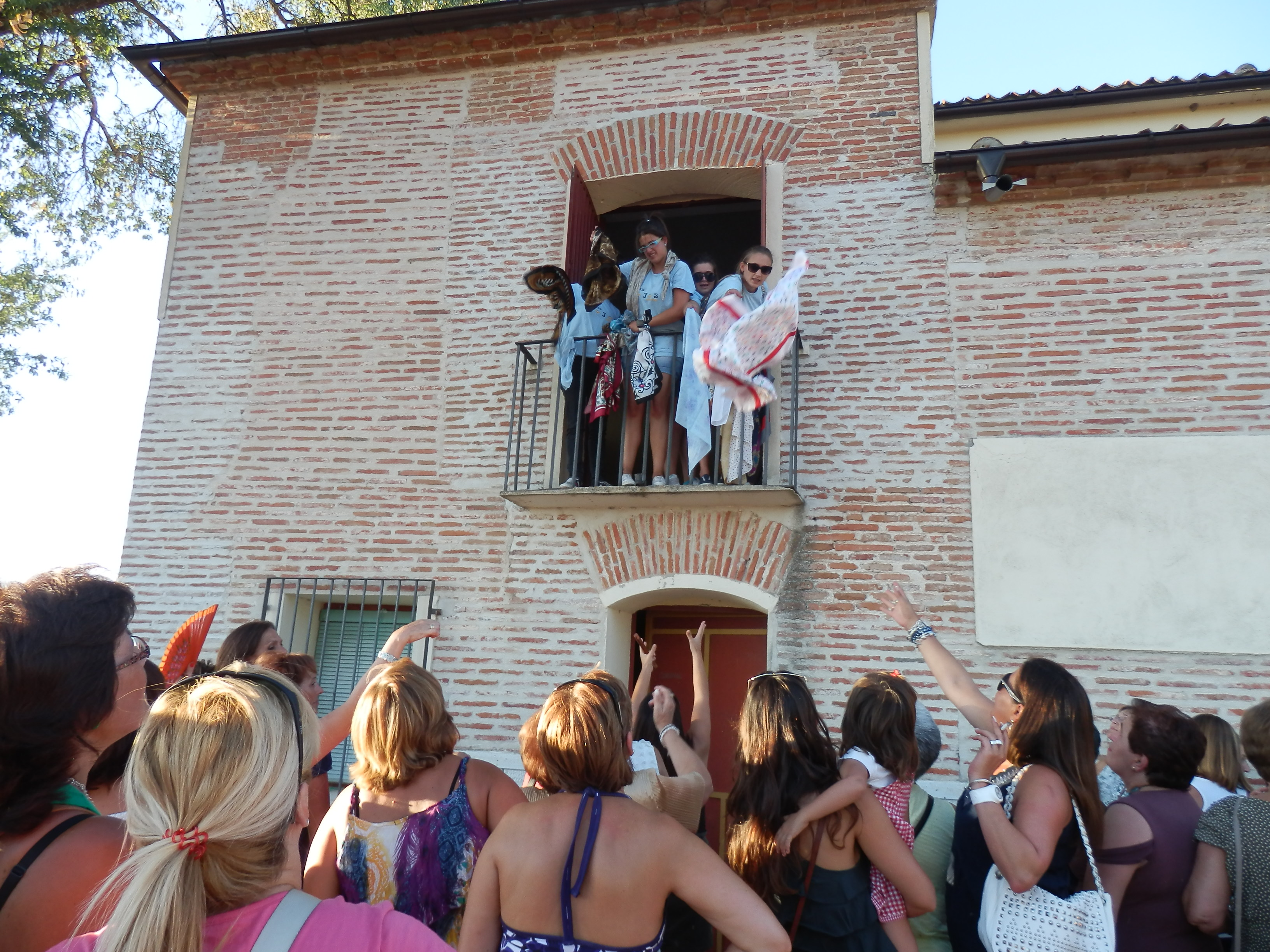
Los quintos dando los pañuelos a las mozas de Matapozuelos